# Cão de água português
Il cão de água português è una razza di cane d'acqua di origine portoghese.
Di origini antiche, per le sue doti natatorie fu considerato un «cane marinaio» e venne imbarcato sulle navi portoghesi e spagnole e perciò è da sempre considerato l'accompagnatore dei pescatori. Nei primi anni del XX secolo questa razza rischiò la completa estinzione.

## Storia
Le origini della razza risalgono al medioevo.
Le origini della razza sono oscure, il primo probabile riferimento al cane acqua è un testo di un monaco, che nel 1297 ha descritto un salvataggio di un marinaio grazie ad un cane "dal lungo pelo nero rasato fino alla prima costola, e con un ciuffo sulla punta della coda". Un'incisione del XIX secolo, raffigura l'arrivo del re del Portogallo D. Miguel sulla spiaggia di Betlemme, mostra un cane che nuota in acqua verso la barca del re.
Si ritiene secondo alcuni studiosi, che la razza sia imparentata per alcune comuni caratteristiche morfologiche ed anche per la comune propensione acquatica al barbone francese, entrambi derivati dal barbet.
Secondo altri autori l'origine deriverebbe da un cane autoctono dell'Africa nord-occidentale importato da popolazioni berbere nella penisola iberica, cani che successivamente si sarebbero incrociati con cani francesi e quindi con cani da pastore portoghesi. La culla della razza è nella regione dell'Algarve.
I marinai portoghesi iniziarono la selezione della razza scegliendo i soggetti da imbarcare nella navi; questi venivano utilizzati per recuperare i pesci caduti dalle reti in mare, le attrezzature da pesca cadute in acqua e persino per portare messaggi da una barca all'altra o a terra.
Nel secolo scorso, con le moderne tecniche di pesca, l'uso della razza cadde in disuso, e quindi si ridussero gli esemplari; tanto che nel 1930 la razza si era ridotta a poche decine di esemplari sopravvissuti nella regione dell'Algarve.

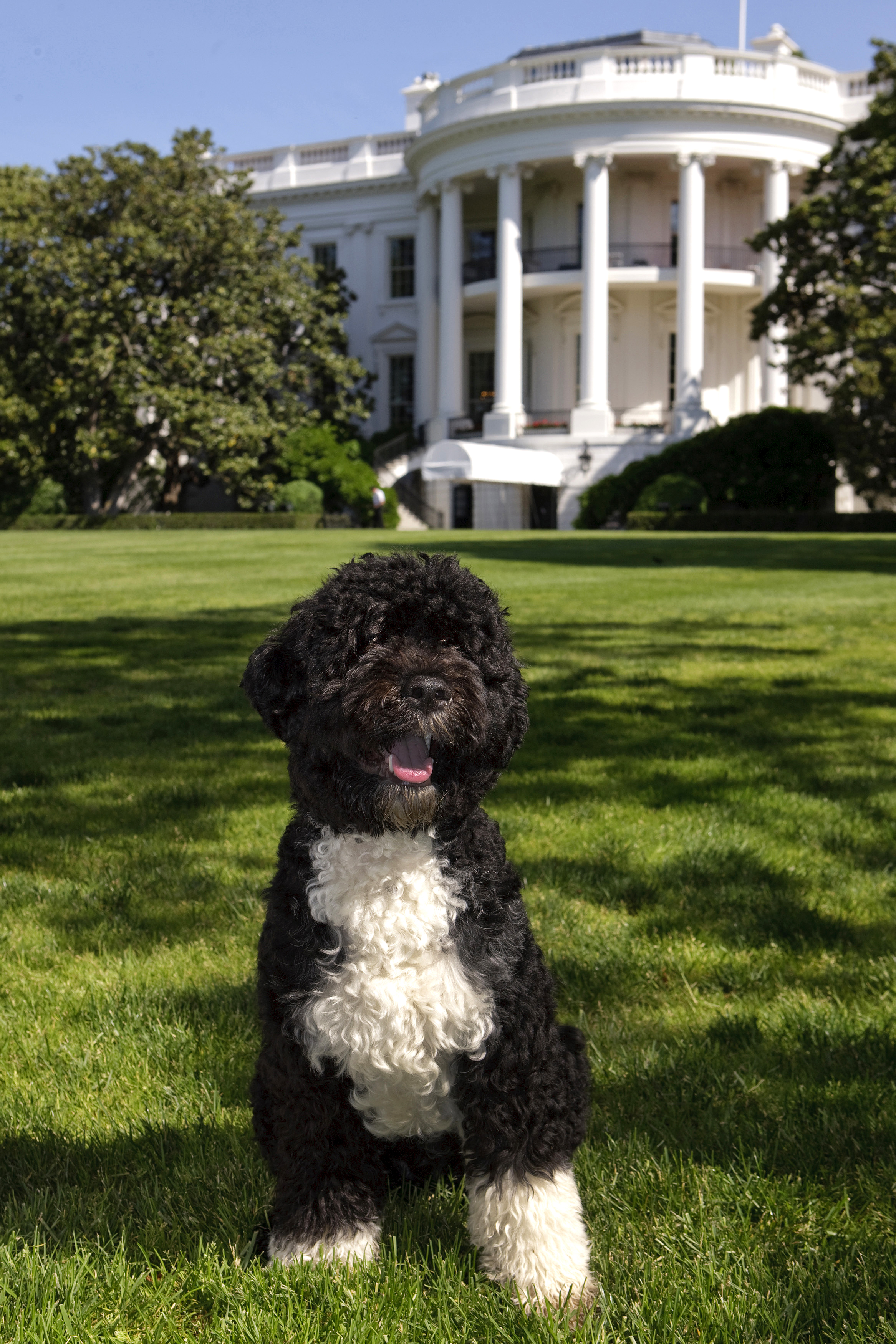
Bo il cane della Famiglia Obama ripreso nel prato della Casa Bianca

Nel 1934, due cani d'acqua parteciparono per la prima volta ad una mostra di cani, guidati dall'allevatore Federico Pinto Soares. Questi esemplari catturano l'attenzione di Vasco Bensaude, un ricco uomo d'affari già selezionatore del cane delle Azzorre. Bensaúde comprò quattro coppie per il suo allevamento: Algarbiorum, e iniziò un accurato programma di selezione. L'esemplare più importante è stato un maschio di nome Leo, che è servito come riferimento per lo standard della razza.
Più tardi i cani di Bensaúde sarebbero diventati di proprietà di Conchita Citron, selezionatrice di cani e matatrice di tori (matador) di origine peruviana sposata con un uomo d'affari portoghese. Conchita vendette diversi animali all'estero, tra cui alcuni ad un'allevatrice degli Stati Uniti: Deyanne Miller, che con il marito Herbert fu decisiva nell'affermare la razza del Nord America. Inoltre, insieme a discendenti della stirpe di Bensaúde, la Miller ne acquisì anche della stirpe di Alvalade, ciò per ridurre la consanguineità.
Nel 1972, gli allevatori americani fondarono il Club americano di cani da acqua portoghese (Portuguese Water Dog Club of America) ).
Questa razza ha avuto un'improvvisa popolarità internazionale da quanto il presidente degli Stati Uniti, Barack Obama, possiede Bo un esemplare della stessa razza donatogli dal compianto senatore Ted Kennedy il 14 aprile 2009..

## Descrizione

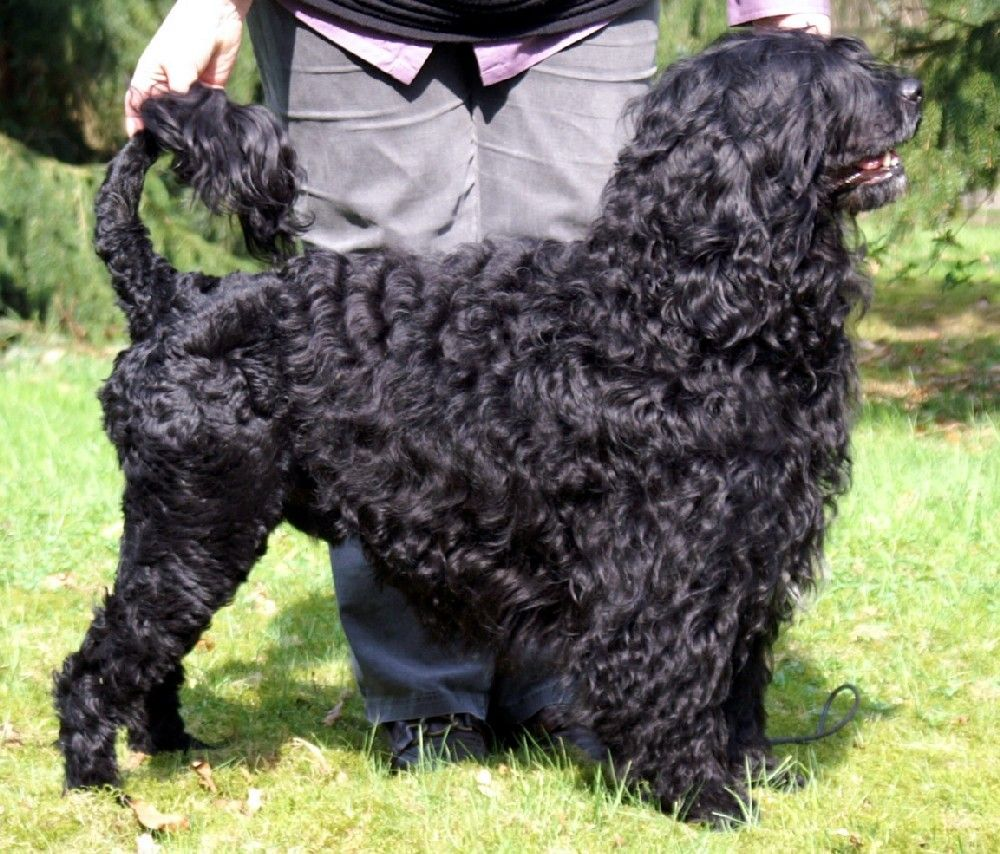
Esemplare a pelo lungo in mostra

Cane di notevole sviluppo muscolare, per notevoli attività acquatiche svolte, gran tuffatore; i pescatori portoghesi usavano toelettarlo alla leonina, tagliando i peli del muso per non creare intralcio sott'acqua nella presa di pesci ed oggetti e nel posteriore per evitare appesantimento in acqua. La coda veniva lasciata con un ciuffo di peli per aumentare l'effetto timone. Questa toelettatura è quella che tradizionalmente si usa per presentare il cane nelle esposizioni.
Morfologicamente è un cane di tipo mediolineo.
La durata media di vita è di 12 -16 anni, pochi soggetti sono adatti alla guardia, medie le capacità di protezione, buona la capacità di addestramento, molto alta la laboriosità. Molto affettuoso, attaccato ed affezionato ed interattivo fra tutti componenti della famiglia, amichevole e perennemente allegro.

## Carattere
Il cane da acqua portoghese è un animale molto vivace che gode della socializzazione con l'uomo e ama lavorare per lui. È affettuoso, leale ed intelligente. Il cane d'acqua portoghese veniva usato principalmente come cane da lavoro, esso risponde facilmente al tono della voce. È un nuotatore provetto, molto capace nel riporto ed estremamente agile.
Questa razza socializza facilmente con altri cani ed animali e con i bambini, ed è, inoltre, molto docile con chi lo accudisce.

## Standard
Secondo l'ENCI, nella statistica della popolazione canina iscritta, nel 2009 i cani appartenenti al gruppo 8, di cui fa parte il cane d'acqua portoghese, sono 17072; dove solo 49 risultano iscritti ai registri nazionali italiani  (https://web.archive.org/web/20110622223623/http://enci.it/libroorigini/statistiche.php?&anno=2009&gruppo=8) Nell'anno 2010 i cani registrati nel gruppo 8 sono saliti a 18075 di cui 76 Cao de Agua. In data 4/4/2011 l'Enci ha concesso al CAO DE AGUA CLUB il riconoscimento quale Associazione Specializzata per la tutela della razza in Italia.
La FCI (Fédération Cynologique Internationale), in data 04/11/08 ha revisionato lo standard della razza, che ha il numero 37 nel gruppo di appartenenza (gruppo II), riconoscendone due varietà di pelo: la curly e la lunga ondulata; e sempre secondo la FCI la razza ha l'idoneità per il certificato CACIB (Certificato di idoneità per il Campione Internazionale di Bellezza), ma non per le prove da lavoro.
Lo standard del Clube Português de Canicultura approvato dalla FCI è stato pubblicato il: 04.11.2008 (FCI Standard N° 37 / 30.03.2009).

## Alimentazione e cure

### Malattie genetiche
Tutte le razze altamente selezionate, poiché hanno un limitato pool genetico, possono presentare deficit genetici.
Il Cane d'acqua portoghese presenta le seguenti malattie genetiche che possono essere prevenute con un'attenta selezione degli esemplari allevati:
- displasia dell'anca[13][14][15],
- atrofia progressiva della retina (PRA),
- cataratta,
- distichiasi (ciglia incarnite),
- displasia follicolare (perdita di pelo),
- Storage Disease (GM-1)[16][17] (deficit dell'enzima beta-galattosidasi),
- cardiomiopatia dilatativa giovanile[18][19][20] (JDCM),
- Malattia di Addison[21][22].

## Attività congeniali
Il cane da acqua portoghese è adatto a diversi tipi di attività e sport come: 
- riporto
- ricerca stupefacenti
- assistenza non vedenti, audiolesi
- salvataggio, soccorso
- pet therapy
- compagno di nuoto
- ricerca in superficie o su macerie di persone scomparse

## Galleria d'immagini

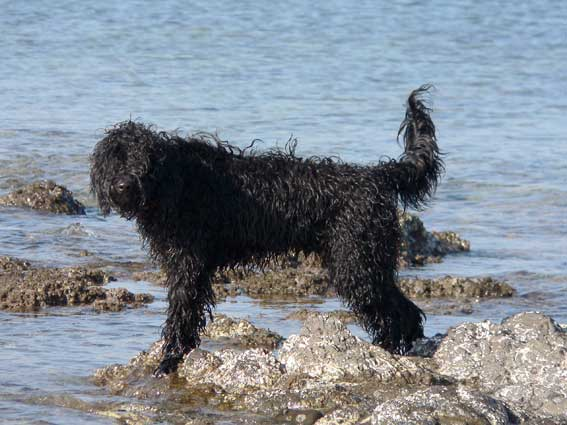
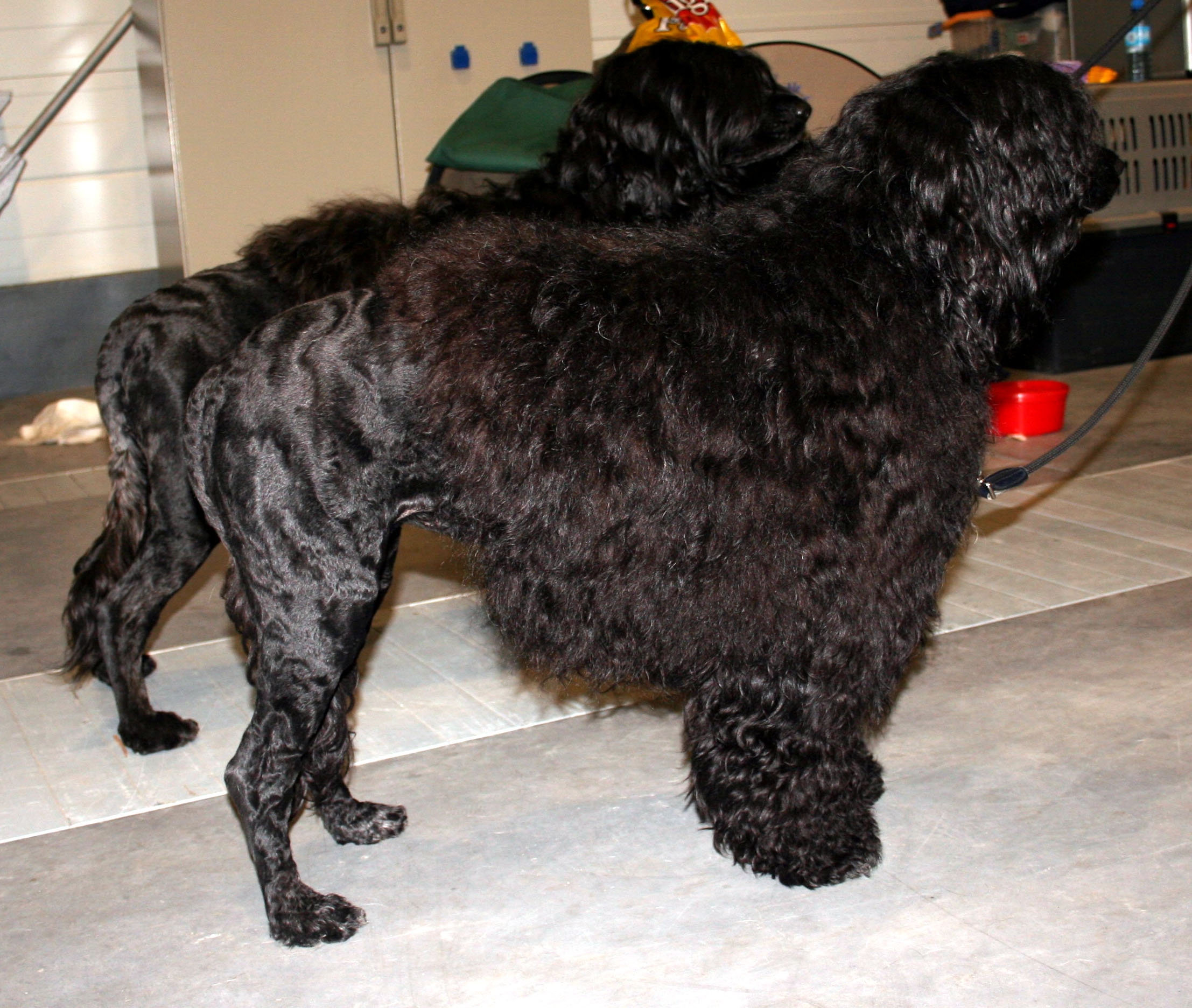
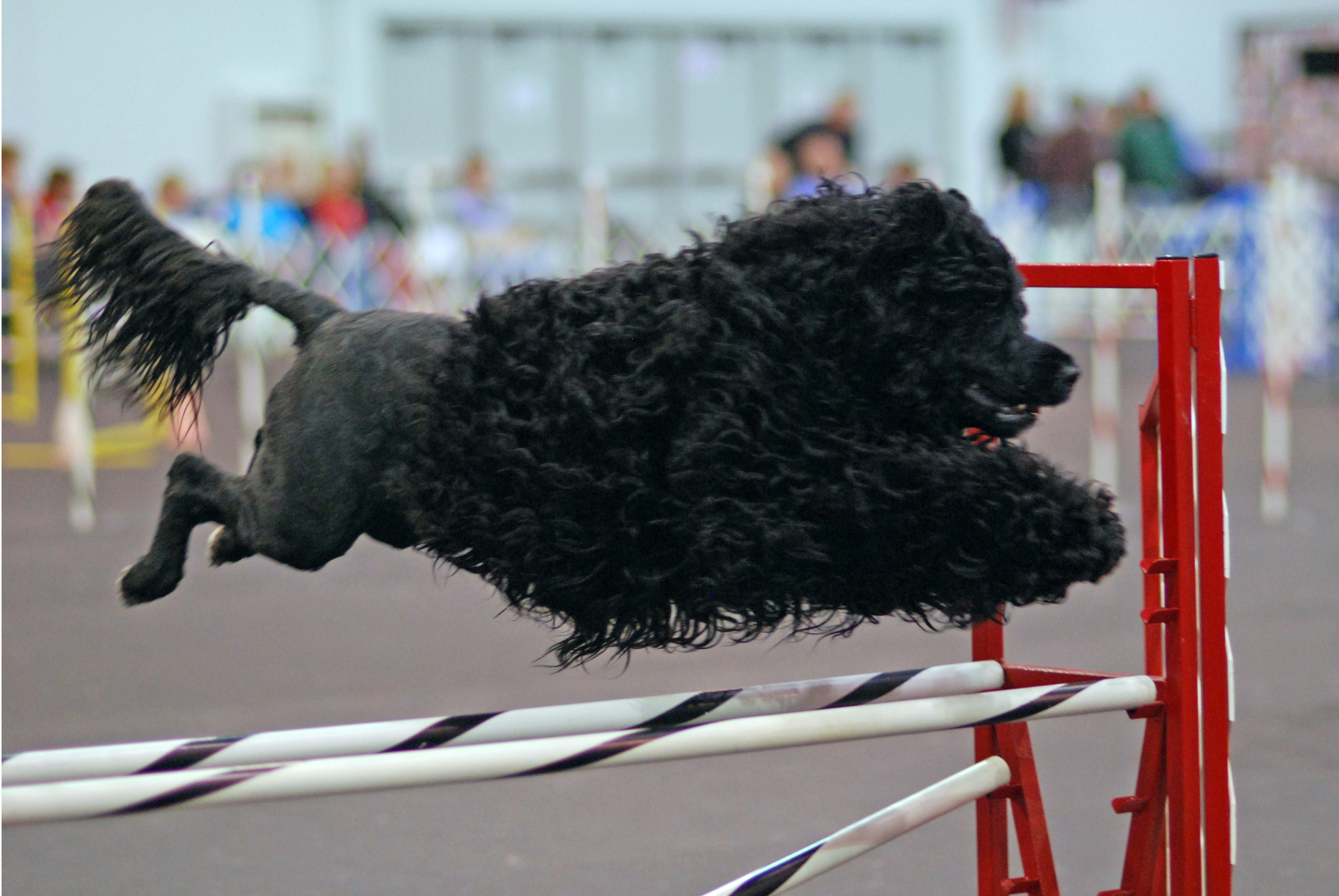
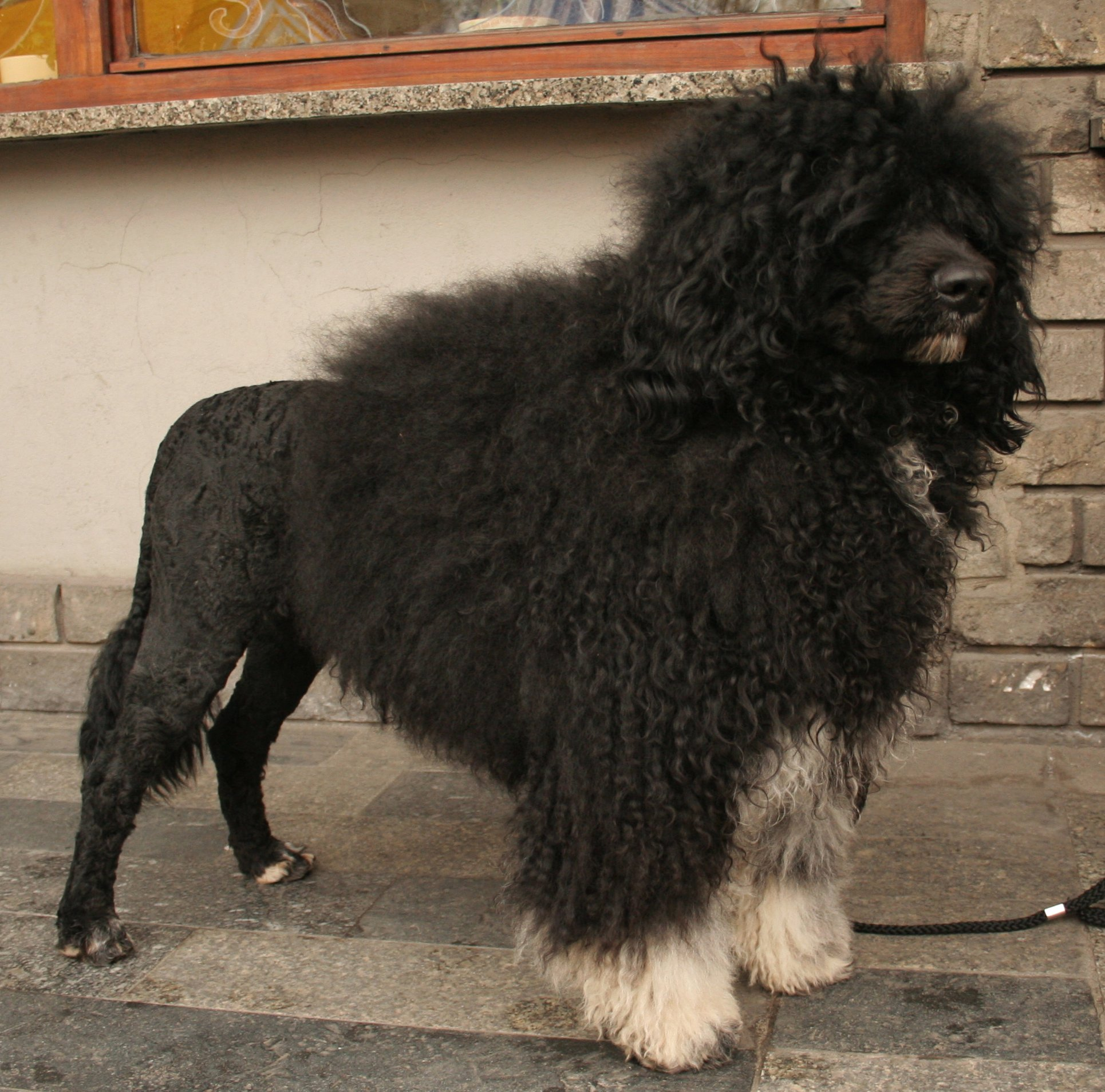